# 中国驻秘鲁大使馆
中华人民共和国驻秘鲁共和国大使馆（西班牙語：Embajada de la República Popular China en la República del Perú），简称中国驻秘鲁大使馆，是中华人民共和国驻秘鲁的外交代表机构。

## 机构设置
中国驻秘鲁大使馆设置下列机构：
- 政治处
- 经济商务处
- 文化处
- 武官处
- 办公室